# 長崎玄弥
長崎 玄弥（ながさき げんや、1927年11月5日 - 没年不詳: 故人）は、日本の英語教育者。神奈川県鎌倉生まれ。東京高等歯科医学校（現 東京医科歯科大学）中退。青山学院大学中退、再入学、再中退。広告代理店J・W・トンプソン翻訳部長や、東京大学教養学部講師、トフルゼミナール英語教育研究所所長、巌丈志摩予備校など各種予備校講師、株式会社アルクのヒアリング・マラソンのコーチなどを務めた。著書は『奇跡』シリーズが有名。

## 生涯
旧制中学に入学してしばらくは英語が苦手だったが、あるとき I can speak English very little. という表現を覚え、電車の中で外国人に話しかけられたときにその表現を使い、同級生に英語ができると思われる。しかし後日再び外国人に話しかけられたときに I can speak English very little. としか言えないのを同級生に見られ、学校中の笑いものとなる。何とか見返そうと、文法も長文もわからないため単語の暗記を始める。その覚え方は、たとえば needle という単語を覚える場合、needle というと尖ったもののような気がするまで百回ぐらい発音するというもの。これは早世した父親に毎週お経をあげに来た僧侶から仮名付きのお経をもらい、音読すれば45分ほどかかるそのお経を1年ほどで暗記した経験に基づくという。旧制中学の3~5年は教科書を教室にわざと持っていかず、「教科書のいらない男」とあだ名をつけられた。
東京高等歯科医学校を受験する際、短期間で英単語数を合格水準にもっていくため、受験英単語集を何十回も通して見る。この際に無理やり覚えた単語は合格するとすぐに半分ほどは忘れてしまったが、受験本番では知らない英単語は一語もなかったという。苦手な数学は白紙で提出したものの得意の作文で点を稼いだこともあり合格。しかし医学校では歯に見立てた石膏がうまく削れず、そのことを教師に非難され、英語に関心が移っていたこともあり中退。青山学院大学に入学する。映画館に弁当を持ち込み1日中こもり、また進駐軍に話しかけ口語表現を集める、友人から月賦で買った小型木製キャビネットのラジオでFEN（現AFN）を聴くなどする。古本屋で進駐軍が売ったペーパーバックを買い集め、ペーパーバックを開かない日は一日もなかったという。このペーパーバックの濫読で膨大なスラングを覚えた。大学での成績は良好であったが、自分は英単語を知っているだけで、そんなのにだまされてはいけないと考え、再び中退し英会話学校などで教える。自分の生徒たちが大学を受験するのを見て再び青山学院大学を受験。開学以来最高の点数で合格し、再入学。かつての同級生は4年生になっており、教授に4年生にならないかと言われるも1年生からやり直す。しかし、こんなところにいたらバカになると考え再中退。
長崎が39歳のある日、ジャパンタイムズを読んでいた夫人が High Class Translator Wanted. という求人を見つけ、「あなた、これ行かない?もういいかげんにしてよ」と言った。それまで定職に就いたことがなかった長崎はこの求人に応募した。求人主はアメリカの広告会社のトンプソン。試験会場では和文英訳・英文和訳の問題のうち2問だけ選択すればいいのを誤解して全問題に解答し合格。しかし給料が良くなかったため、5月に入社し11月に退社。そこでリンガフォンに入社するもリンガフォンの日本代表とけんかして退社。トンプソンに再入社。同僚の署名活動のおかげもあり、退社したリンガフォンとも関係は保った。トンプソンは14年間勤めたあと、病気のため退職した。

## 著書

### 「奇跡」シリーズ（祥伝社）
- 『奇跡の英単語: 必須5,000語が1カ月の連鎖記憶法でOK（ノン・ブック 83）』（祥伝社、1975年）
  - 『奇跡の英単語: 赤版 必須5,000語が1ヵ月の連鎖記憶法でOK 改訂増補（ノン・ブック 148）』（祥伝社、1979年） ISBN 4-396-10148-1
- 『奇跡の英単語: イラスト式・入試2500句の完全記憶法（ノン・ブック 92）』（祥伝社、1975年）
  - 『奇跡の英単語: 青版 新傾向の全基本単語スピード記憶法（ノン・ブック 154）』 （祥伝社、1979年） ISBN 4-396-10154-6
- 『奇跡の英単語受験版 入試に出る1800語: 読むだけで記憶に残る長崎方式（ノン・ブック 282）』 （祥伝社、1988年） ISBN 4396102828
- 『奇跡の英熟語（ノン・ブック)』（祥伝社、1975年） ISBN 4396100922
- 『奇跡の英文法: 暗記無用、ラクラク入試英語征服術（ノン・ブック 98）』（祥伝社、1976年）  ISBN 4396100981
- 『奇跡の入試英語: 単語力不安を解消する長文速訳方式（ノン・ブック 123）』（祥伝社、1977年） 
  - 『奇跡の英文解釈: 奇跡の入試英語・改題（ノン・ブック）』（祥伝社、1979年） ISBN 4396101236
- 『奇跡の共通一次英語: どこが急所か、どう解くか（ノン・ブック 201）』 （祥伝社、1982年） ISBN 4396102011
- 『読むだけで上達する奇跡の英会話: ヒヤリングもOKの短文方式（ノン・ブック）』（祥伝社、1989年） ISBN 4-396-10294-1

### 大学受験参考書
- 『魔法の英語 -- 66の短文暗記で入試を攻略』（ライオン社、1987年） ISBN 4-8440-2524-4
- 『英語の上手な覚え方: だれでもメキメキ強くなる』（ライオン社、1988年） ISBN 4-8440-4504-0
- 『ズバリ！入試にでる英単語（大学受験文庫）』（三笠書房、1990年） ISBN 4-8379-8025-2
- 『エクセルシオール・スペシャル ― 長崎玄弥の英語難関校講座』（テイエス企画、1990年） ISBN 4924842044
- 『エクセルシオール・スペシャル 2 ― 長崎玄弥の英語難関校講座（2）』（テイエス企画、1992年） ISBN 4924842060
- 『秒速暗記 入試頻出英単語』（学生社、1992年） ISBN 4311116012
- 『英語を上達させる本: 単語・文法・表現力、すべてをマスターできる』（スクール21総合教育研究所、1994年） ISBN 4-88169-506-1

### 英語学習法
- 『脱！日本式英語: ひとりでできる国際英語習得法（Key books）』（朝日ソノラマ、1975年）
- 『超・パワフル英語: 「眠れる英語」が「使える英語」によみがえる』（ジャパンタイムズ、1984年） ISBN 4-7890-0244-6
- 『長崎玄弥の奇跡の英語塾: 必ずものにしたいあなたに奇跡を起こす究極の英語攻略法全公開 (Babel books)』（バベルプレス、1987年） ISBN 4-931049-26-5
- 『長崎玄弥の英語の攻め方』 （アルク、1992年）  ISBN 4-87234-147-3
  - 『長崎玄弥の英語の攻め方 [カセット]』 （アルク、1992年）  ISBN 4870430800

### 英単語
- 『驚異のワードパワーアップ術: 英単語がどんどん増える（Books for businessmen series)』（日本英語教育協会、1983年）
- 『知らなきゃ差がつく英単語: へんとつくりの正しい理解』（教育開発研究所、1984年） ISBN 4-87380-075-7
- 『英単語一度読んだら忘れない: 心理学応用』（日本実業出版社、1990年） ISBN 4-534-01601-8
- （監修）（山根正博）『英単語 express（瞬速記憶シリーズ 1）』（教育メディア、1996年） ISBN 4-7952-8784-8
  - （監修）（山根正博）『英単語 express 改訂（瞬速記憶シリーズ 1）』（教育メディア、1997年） ISBN 4-7952-8796-1
- （山根正博） 『英単語 express （長崎玄弥の単語記憶実践シリーズ 2）』（教育メディア、1997年） ISBN 4-7952-8793-7
- （監修）（教育メディア）『英単語 express 3 -- 英検準一級・TOEIC 800 点・TOEFL 600 点以上を目指す人の英単語記憶法！！』（教育メディア、2001年） ISBN 4-434-00672-X
- （監修）（教育メディア）『英単語 express 3 練習帳 Verbal Workout』（教育メディア、2001年） ISBN 4-434-00981-8

### 英会話
- 『英会話アレルギーの治し方（英語アレルギー・シリーズ 2）』（朝日イブニングニュース社、1984年） ISBN 4-02-219131-7 [4]
- （監修）（ヒアリングマラソン編集部）『ドラマで覚える英会話 ニューグリムストンへようこそ（アルクCDブックシリーズ）』（アルク、1999年） ISBN 4-7574-0031-4

### 時事英語
- 『FEN, BCL 英語の徹底攻略』（朝日ソノラマ、1977年）
- 『FEN 完全征服』（朝日ソノラマ、1983年） ISBN 4-257-03172-7
- 『FEN: around the clock FEN24時間のきまり文句（Cat books)』（アルク、1983年） ISBN 4-900105-01-5
- 『FEN spot announcement: 30秒間のやさしい純ナマ英語（Cat books 14）』 （アルク、1985年） ISBN 4-900105-17-1 [3]
- 『FEN リスニング ＜カセット＋テキスト＞ スポット・アナウンス編』（日本英語教育協会、1990年） ISBN 4817713658
- 『FEN リスニング ＜カセット＋テキスト＞ ニュース編』 日本英語教育協会、1990年） ISBN 481771364X

### 社会人向け書籍
- 『社会人の英単語: Your wordmates』（旺文社、1981年）
  - 『社会人の英単語 ＜カセット＞ 上』（旺文社、1981年） ISBN 4010525010
  - 『社会人の英単語 ＜カセット＞ 下』（旺文社、1987年） ISBN 4010525029
- 『サラリーマンの出直し英語』（研究社出版、1982年）[1]
- 『社会人の英語表現: 書けて話せるらくらくアプローチ』 旺文社、1983年） ISBN 4-01-052540-1
  - 『社会人の英語表現: 書けて話せるらくらくアプローチ ＜カセット＞ 上』（旺文社、1983年） ISBN 401052541X
  - 『社会人の英語表現: 書けて話せるらくらくアプローチ ＜カセット＞ 下』（旺文社、1983年） ISBN 4010525460
- 『30代からのやりなおし英会話: 今からでも英語は話せる』（PHP研究所、1985年） ISBN 4-569-21544-0

### リーディング
- 『ペーパーバックが読める: イメージ読書のすすめ（BVブックス）』（グロビュー社、1982年）

### ライティング
- 『英文ライティング頭の体操: こうすれば英文が書ける』（ジャパンタイムズ、1984年） ISBN 4-7890-0233-0 [2]

### 知的生きかた文庫 （三笠書房）
- 『社会人の出直し英語: 今からでもおそくはない！（知的生きかた文庫）』 （三笠書房、1988年） ISBN 4-8379-0251-0 [1] の改訂版
- 『英語がラクラク書ける本: 「書く英語」の決定版！（知的生きかた文庫）』 （三笠書房、1988年） ISBN 4-8379-0257-X [2] の改訂版
- 『「聞く英語」に断然強くなる本（知的生きかた文庫）』（三笠書房、1988年） ISBN 4-8379-0279-0 [3] の改訂版
- 『長崎玄弥の英会話ラクラク上達私の方法（知的生きかた文庫）』（三笠書房、1989年） ISBN 4-8379-0344-4 [4] の加筆版

### TOEIC 対策
- （森田勝之）『TOEIC の英語』（荒竹出版、1986年） ISBN 4-87043-026-6
  - （森田勝之）『TOEIC の英語 ＜カセット＋テキスト＞』（荒竹出版、1986年）  ISBN 4870430274
  - （森田勝之）『TOEIC の英語 リスニングテープ 2巻 [カセット]』（荒竹出版、1997年）  ISBN 4870430282
- （森田勝之）『TOEIC 標準問題集』（荒竹出版、1995年） ISBN 4870430800
  - （森田勝之）『TOEIC 標準問題集 リスニングテープ付 [カセット]』（荒竹出版、1995年）  ISBN 4870430819
  - （森田勝之）『TOEIC 標準問題集 リスニングテープ 4巻 [カセット]』（荒竹出版、1997年） ASIN 4870430827
- 『奇跡のクイックレスポンス式 TOEIC 単語 2000』（DHC、1997年） ISBN 4-88724-093-7
  - 『カセット 奇跡のクイックレスポンス式 TOEIC 単語 2000』（DHC、1997年） ISBN 4887240945
  - 『CD 奇跡のクイックレスポンス式 TOEIC 単語 2000』（DHC、1998年） ISBN 4887241224
- 『奇跡のクイックレスポンス式 TOEIC 熟語 700』（DHC、1998年） ISBN 4-88724-118-6
  - 『CD 奇跡のクイックレスポンス式 TOEIC 熟語 700』（DHC、1998年） ISBN 4887241356

### 辞典
- 『長崎玄弥のワード・イメージ辞典』（日本英語教育協会、1984年） ISBN 4817718412
- 『ビジネス英語会話表現辞典: The Japanese-English dictionary for office conversation』 （旺文社、1989年） ISBN 4-01-075022-7
- （総監修）ジャン=クロード・コルベイユ、アリアン・アーシャンボウ 『ワーズ・ワード: 絵でひく英和大図鑑 愛蔵版』 （同朋舎出版、1997年） ISBN 4810423190
  - （総監修）ジャン=クロード・コルベイユ、アリアン・アーシャンボウ 『ワーズ・ワード: 絵でひく英和大図鑑 コンパクト版』（同朋舎出版、1997年） ISBN 4810423972
- 『奇跡の英語類語辞典』（DHC、2001年） ISBN 4-88724-201-8

### その他（英語雑学など）
- 『英語すてんどぐらす』（朝日イブニングニュース社、1983年）
- 『長崎玄弥の英語千夜一夜』（DHC、1997年） ISBN 4-88724-101-1